# Nati nel 940
| Questa pagina contiene informazioni ricavate automaticamente dalle voci biografiche con l'ausilio del template Bio e di un bot. L'aggiornamento è periodico e automatico e ricostruisce completamente la pagina. Se manca una persona in questa lista, sei pregato di non aggiungerla, ma accertati piuttosto che la sua voce biografica contenga il template Bio e che i dati anagrafici siano correttamente compilati. Se il template Bio manca, inseriscilo tu stesso o, in alternativa, metti l'avviso {{tmp\|Bio}} che ne segnala la mancanza. Se i dati riportati sono sbagliati, correggi direttamente la voce biografica; le modifiche saranno visibili in questa lista entro pochi giorni. Per chiarimenti vedi il progetto biografie. La lista contiene solo le 10 persone che sono citate nell'enciclopedia e per le quali è stato implementato correttamente il template Bio. Pagina aggiornata al 13 gen 2025. |

- 10 giugno - Abu l-Wafa Muhammad al-Buzjani, matematico e astronomo persiano
- Enrico III di Baviera, nobile tedesco († 989)
- Firdusi, poeta persiano († 1020)
- Barda Foca il Giovane, generale bizantino († 989)
- Gregorio da Cerchiara, abate e santo italiano († 999)
- Guido d'Ivrea, nobile franco († 965)
- Leopoldo I di Babenberg, nobile tedesco († 994)
- Hugon di Montboissier, nobile francese († 1016)
- Villigiso di Magonza, arcivescovo e santo tedesco († 1011)
- Ibn Sahl, matematico, fisico e ottico persiano († 1000)